# Li Houzhu
Li Houzhu (chinesisch 李後主, Pinyin Lǐ Hòu Zhǔ; persönlicher Name: Li Yu, 李煜,  Lǐ Yù; * 937 in Nanjing; † 978 in Kaifeng) war ein chinesischer Dichter und der letzte König des südlichen Tang-Reiches. Nach seinem Tod wurde er als Prinz von Wu bekannt.
961 bestieg Li Houzhou nach dem Tod seines Vaters den Thron des bereits von der Song-Dynastie bedrohten Tang-Reiches. Große Bedeutung als Herrscher konnte er nicht mehr erlangen, und um 976 eroberte die Song Nanjing, die Hauptstadt des Tang-Reiches, und verschleppte Li Houzhou nach Kaifeng. 978 wurde er dort von Song Taizong vergiftet, nachdem er ein gegen diesen gerichtetes Gedicht verfasst hatte.
Einen großen Teil seiner Zeit wendete Li Houzhou für das Schreiben von Gedichten auf. Dabei dichtete er hauptsächlich in der Form von Liedtexten. Die bekanntesten seiner Werke entstanden in der Zeit seiner Gefangenschaft. Heute sind nur noch 45 seiner Gedichte erhalten.
Neben der Übersetzung von Alfred Hoffmann (zuerst 1950) gibt es Übertragungen von Hans Jürgen von der Wense, die bisher nur auszugsweise veröffentlicht sind.

## Trivia
2014 wurde ein Zettel mit einem Gedicht von Li Houzhu in ein Kleidungsstück eingenäht gefunden und fälschlicherweise zunächst für einen Hilferuf ausgebeuteter Näher in China gehalten.